# ویشکا (آستراخان)
ویشکا (به لاتین: Vyshka) یک منطقهٔ مسکونی در روسیه است که در استان آستراخان واقع شده‌است.